# Diplosoma matie
Diplosoma matie är en sjöpungsart som beskrevs av Monniot 1987. Diplosoma matie ingår i släktet Diplosoma och familjen Didemnidae. Inga underarter finns listade i Catalogue of Life.